# Baires kategorisats
Baires kategorisats är ett fundamentalt begrepp inom funktionalanalys som bland annat ger upphov till de stora teoremen inom funktionalanalys: Banach-Schauders sats, satsen om den slutna grafen och Banach-Steinhaus sats. Satsen är uppkallad efter René-Louis Baire.

## Baires kategoriteorem
Varje fullständigt metriskt rum {\displaystyle X} besitter följande två egenskaper:
- Om {\displaystyle \{O_{n}\}_{n=1}^{\infty }} är en följd bestående av öppna och täta delmängder av {\displaystyle X}, så är deras snitt {\displaystyle \cap _{n=1}^{\infty }O_{n}\,} också en tät delmängd av {\displaystyle X}.
- Mängden {\displaystyle X} kan inte framställas som en uppräknelig union av ingenstans täta delmängder {\displaystyle \{M_{n}\}_{n=1}^{\infty }} : {\displaystyle X\neq \bigcup _{n=1}^{\infty }M_{n}.}